# Ixodes kaiseri
Ixodes kaiseri är en fästingart som beskrevs av Joseph Charles Arthur 1957. Ixodes kaiseri ingår i släktet Ixodes och familjen hårda fästingar. Inga underarter finns listade i Catalogue of Life.